# Giao Bình
	Giao Bình		là một xã ven biển thuộc tỉnh Ninh Bình, Việt Nam.

## Địa lý
Trụ sở xã nằm cách phường Hoa Lư - trung tâm tỉnh lỵ Ninh Bình 52 km về phía Đông, có vị trí địa lý:
- Phía bắc giáp xã Giao Thủy.
- Phía đông giáp xã Giao Hưng.
- Phía tây giáp xã Giao Ninh và xã Xuân Hưng.
- Phía nam giáp biển Đông.

Xã Giao Bình	có diện tích:	21,75	km², 	dân số:	26.708	người, mật độ dân số: 	1228	người/km². 	Đây là đơn vị có diện tích xếp thứ:	100	, số dân xếp thứ: 	91	và mật độ dân số xếp thứ: 	61	trong số 129 xã, phường ở Ninh Bình.  
Xã này nằm trên Quốc lộ 37B. Đây là 1 trong 14 xã tiếp giáp trực tiếp với biển của tỉnh Ninh Bình.

## Lịch sử
Theo Nghị quyết số 1674/NQ-UBTVQH15 ngày 16/6/2025 về sắp xếp các đơn vị hành chính cấp xã của tỉnh Ninh Bình năm 2025, Theo đó, sắp xếp toàn bộ diện tích tự nhiên, quy mô dân số của các xã Giao Yến, Bạch Long và Giao Tân thành xã mới có tên gọi là xã Giao Bình.	